# هروناماناهراپور
هروناماناهراپور (به لاتین: Hrunamannahreppur) یک منطقهٔ مسکونی در ایسلند است که در سودورلاند واقع شده‌است. هروناماناهراپور ۱٬۳۷۵ کیلومتر مربع مساحت و ۷۸۵ نفر جمعیت دارد.